# Johann Philipp Bohn
Johann Philipp Bohn, seit 1654 von Bohn (* 19. Februar 1597 in Lorch; † 18. Februar 1658 in Birkenau), war ein deutscher Jurist und Kanzler unter verschiedenen absolutistischen Herrschern deutscher Kleinstaaten innerhalb des Heiligen Römischen Reiches. Später wurde er zum Hofpfalzgrafen erhoben und war Mitglied des Reichshofrats.

## Biografie

### Herkunft, Ausbildung und frühe Jahre
Bohn entstammte einer Wormser Bürger- und Honoratiorenfamilie und war der Sohn des Johann (Hans) Philipp Bohn († nach 1620) und dessen Ehefrau Sunna geb. Sonntag († nach 1620). Sein Vater war als Keller bzw. Oberkeller Finanzverwalter zunächst der Adelsfamilie von Hunolstein und danach bis 1614 der in Weinheim begüterten Familie Ulner von Dieburg. Bohn wuchs daher in Weinheim auf und besuchte seit 1608 die lutherische Lateinschule in Worms. Ab 1613 studierte er Rechtswissenschaften an der Universität Gießen, wechselte aber noch im gleichen Jahr wegen eines Pestausbruchs an die Universität Marburg und schließlich nach Heidelberg, wo er am 29. November 1613 immatrikuliert wurde. Er scheint ein eifriger Student gewesen zu sein und hielt seit 1616 mehrere Disputationen im Collegium Treutlerianum, von denen drei veröffentlicht wurden. 1620 schloss er das Studium mit der Promotion ab und machte anschließend ein Praktikum am Reichskammergericht in Speyer. An diesem Gericht wurde er im Februar 1622 als geschworener Kammergerichtsadvokat und im Juni als Prokurator zugelassen.

### Tätigkeit für den Grafen Hohenlohe-Neuenstein
Bohn arbeitete insgesamt elf Jahre am Reichskammergericht und wurde dann am 26. November 1633 zum Kanzler des Grafen Kraft VII. von Hohenlohe-Neuenstein in die Zentralverwaltung seines kleinen deutschen Territorialstaats berufen. Er trat seinen Dienst im Februar 1634 an und erhielt den Auftrag, die Verwaltung der neuerworbenen Herrschaft Ellwangen zu reorganisieren und daneben auch diplomatische Missionen zu übernehmen. Während des andauernden Dreißigjährigen Krieges verlor der Graf diese Besitzungen allerdings wieder und Bohn wurde bereits im Dezember 1635 von seinen Kanzlerpflichten entbunden. Er war danach als Rat hauptsächlich mit den Reichskammergerichtsprozessen Hohenlohes befasst. Am 10. Juni 1636 ernannte ihn der Graf erneut zum Kanzler, diesmal für seinen Anteil an der Grafschaft Hohenlohe. Bohn nutzte diese Zeit vor allem, um sich nach einer besser dotierten Anstellung umzusehen.

### Tätigkeit für den Herzog von Braunschweig-Lüneburg
Am 29. September 1638 wurde er von Herzog August dem Jüngeren von Braunschweig-Lüneburg zum Geheimen Rat und Kanzler für das Fürstentum Lüneburg ernannt, das allerdings schon seit Jahren von kaiserlichen Truppen besetzt war. Bohn übersiedelte nach Braunschweig und vertrat den Herzog bei verschiedenen Verhandlungen, so etwa 1640 beim Kurfürstentag in Nürnberg und 1641 beim Reichstag in Regensburg.

### Tätigkeit für den Grafen von Oldenburg
Auf Empfehlung des oldenburgischen Rats Anton Günther von Velstein, den er in Speyer kennengelernt hatte, wurde Bohn am 29. September 1642 von Graf Anton Günther von Oldenburg zum Geheimen Rat und Kanzler mit umfassenden Aufgaben und Kompetenzen berufen. Als Leiter der Kanzlei, die als höchstes Gericht des Landes und gleichzeitig auch als Beratungsorgan des Grafen in allen politischen Fragen fungierte, war Bohn nach dem Landdrosten der zweite Mann der Verwaltung in der Grafschaft Oldenburg. Auf ihn gehen die Kanzleiordnung von 1643 und die Kammerordnung von 1650 zurück, durch die eine eigene Kammerbehörde errichtet wurde. Neben seinen engeren Amtspflichten wurde er zeitweise auch mit politisch-diplomatischen Missionen betraut und nahm 1645 sowie 1646 an den Friedensverhandlungen im Rahmen des Westfälischen Friedens in Osnabrück teil. Wie in seinen vorhergehenden Dienststellungen geriet Bohn, der offenbar ein schwieriger Charakter war, auch in Oldenburg in langwierige Streitigkeiten und Auseinandersetzungen. 1646 wurde der Kanzler von dem Superintendenten Nikolaus Vismar öffentlich der Bestechlichkeit beschuldigt und musste zugeben, tatsächlich Geld angenommen zu haben. Zwar wurde der Konflikt auf Anordnung des Grafen durch einen Vergleich beigelegt, doch fühlte Bohn durch diesen und ähnliche Fälle seine Position in Oldenburg untergraben und begann, sich nach einer anderen Stellung umzusehen.

### Am Reichshofrat
1651 wurde er auf eigenen Wunsch vorläufig beurlaubt und ging zunächst nach Speyer, wo er sich erfolglos um die erneute Zulassung am Reichskammergericht bemühte. Am 10. August 1651 wurde er schließlich vom Kaiser Ferdinand III. zum Reichshofrat ernannt und am 6. April 1652 in Wien in sein neues Amt eingeführt. Als Mitglied des Reichshofrates, der neben dem Reichskammergericht eines der bei den höchsten Gerichte des Reiches war und gleichzeitig die Funktion eines umfassenden Beratungsorgans des Kaisers ausfüllte, hatte Bohn den Gipfelpunkt seiner Laufbahn erreicht. Am 25. April 1654 wurde er vom Kaiser in den Ritterstand erhoben und mit der Würde eines Hofpfalzgrafen ausgezeichnet. Mit dem Tode Ferdinands III. erlosch am 2. April 1657 sein Amt automatisch. Bald danach zog sich Bohn nach Weinheim zurück, wo er inzwischen mehrere Güter erworben hatte. Er erlitt am 16. Februar 1658 einen Schlaganfall, an dessen Folgen er zwei Tage später starb.

## Familie
Bohn war seit dem 19. Juni 1621 verheiratet mit Anna Christina geb. Henner (1602–1650), der Tochter des Wormser Stadtphysikus Peter Henner (1561–1619) und dessen zweiter Ehefrau Christina geb. Staudt. Vier Jahre nach ihrem Tod heiratete er Sara Beatrix Schiltl (getauft 1605, † 1660), die Tochter des Regensburger Ratsherrn Johann Schiltl und Witwe des Regensburger Advokaten Johann Georg Halbritter († 1649). Aus der ersten Ehe Bohns stammten acht Kinder, von denen die Tochter Anna Christina (um 1624–1656) den oldenburgischen Rat Johann Böschen (1614–1674) heiratete und die Tochter Maria Elisabeth den Sachsen-Anhaltinischen Hof- und Justiienrat Johann Thomas. Abraham Wolfgang (ca. 1627/28–1674) wurde kurpfälzischer Amtmann, sein jüngerer Bruder Siegfried Christoph (1638–1681) hohenlohescher Gesandter. 1721 starb die Familie von Bohn im Mannesstamm aus.

## Werke
- De servitutibus realibus. Veröffentlicht in: Reiner Bachoff von Echt (Hrsg.): Notae et animadversiones ad disputationes Hieronymi Treutleri. Bd. 1. Heidelberg. 1617. Nachdrucke: Köln. 1658, 1675, 1688. S. 655 f.
- De tutelis, ebd. Bd. 2. Heidelberg. 1618. S. 397 ff.
- De adquirenda vel admit- tenda possessione, ebd. Bd. 3. Heidelberg. 1619. S. 247 ff.